# Happy Mary Bacia
Happy Mary Bacia (ur. 8 grudnia 1985 w Agudro) – wszechstronna ugandyjska lekkoatletka specjalizująca się w skoku o tyczce, chodzie oraz biegach średniodystansowych.

## Osiągnięcia
- brązowy medal mistrzostw Afryki juniorów (bieg na 800 m, Réduit 2001)[1]
- złote medale mistrzostw kraju w różnych konkurencjach (skok o tyczce, bieg na 800 m, Chód na 5000 m)[2]

## Rekordy życiowe
- Skok o tyczce – 2,10 (1998) były rekord Ugandy[3][4]
- Chód na 5000 metrów – 28:16,4 (1998)
- Bieg na 800 metrów – 2:05,6 (2001)